# Презумпція добросовісності
Презумпція добросовісності — презумпція, що використовується в цивільному та податковому праві. 
Згідно зі статтею 12 Цивільного кодексу України добросовісність учасників цивільних відносин припускається, якщо інше не встановлено судом.
Презумпція добросовісності платника податків застосовується тільки частково, оскільки сплата податків є доволі формалізованою і легко перевірюваною процедурою. Тому, добросовісністю платника податків є незнання про факти, що не могли бути відомі платнику податків, наприклад, незнання про те, що контрагент платника податків ухиляється від сплати податків.
Добросовісність у податковому праві є необхідною умовою відстоювання прав платника податків.

## Цікаві факти
- 6 липня 2016 Конституційний суд Росії ухвалив рішення[1], яким, посилаючись на презумпцію добросовісності органів публічної влади, заборонив присутність спостерігачів на виборах до Держдуми Росії 2016 року[2].